# Спільне провадження природоохоронної чи екологічної діяльності
Спільне здійснення природоохоронної / екологічної діяльності. У самому загальному випадку спільне здійснення належить до ситуації, коли одна держава може виконати частину своїх зобов'язань відповідно до яких-небудь міжнародних угод, не здійснюючи заходів у себе, а шляхом надання сприяння діяльності на території іншої держави-учасниці угоди. Спільне здійснення передбачається в тих випадках, коли прирощення витрат на боротьбу із забрудненням в країні-«донорі» (тобто країні, що здійснює інвестиції в скорочення забруднення навколишнього середовища) менше, ніж у «приймаючої» інвестиції країні, в якій вони використовуються для скорочення забруднення. При цьому скорочення викидів зараховується країні-донору. Таким чином, зводяться до мінімуму в міжнародному плані витрати на боротьбу із забрудненням. Як правило, більш низькі прирощення витрат на заходи по скороченню забруднення характерні для країн з меншим доходом на душу населення. Для країн-одержувачів коштів привабливим в механізмі спільного впровадження є можливість отримання додаткових інвестицій. Механізм спільного впровадження передбачений в таких міжнародних угодах, як Рамкова конвенція ООН зі зміни клімату, Монреальський протокол про речовини, що руйнують озоновий шар, Додатковий протокол до Конвенції про захист Рейну від забруднення хлоридами і прийнятий у червні 1994 р. в Осло Протокол щодо подальшого скорочення викидів сірки до Конвенції про транскордонне забруднення повітря на великі відстані в рамках Європейської економічної комісії ООН. Така міжнародно організована діяльність по суті є винятком щодо принципу платності за забруднення — при її реалізації платить «жертва» забруднення. Замість поняття «спільне здійснення» часто використовується термін «діяльність, здійснювана спільно» (activities implemented jointly).

## Ресурси Інтернету
- Економічна цінність природи  [Архівовано 27 вересня 2013 у Wayback Machine.]
- Еколого-економічний словник  [Архівовано 27 червня 2013 у Wayback Machine.]
- Концепция общей экономической ценности природных благ  [Архівовано 26 березня 2014 у Wayback Machine.]
- Традиционные и косвенные методы оценки природных ресурсов